# フランツ・ミュンテフェーリング
フランツ・ミュンテフェーリング(ドイツ語: Franz Müntefering、1940年1月16日 - ) は、ドイツの政治家。ドイツ社会民主党（SPD）に所属し、党首を2回務めた（2004年-2005年、2008年-2009年）。
連邦議会議員(1975年-1992年、1998年-2013年）、ノルトライン＝ヴェストファーレン州（NRW）労働・保健・社会相（1992年-1995年）、SPD連邦事務局長（1995年-1998年）、交通・建設・住宅相（1998年-1999年）、SPD幹事長（1999-2002年）、SPD連邦議会議員団長（2002年-2005年）、連邦社会労働相兼副首相（2005年-2007年）を歴任。

## 経歴

### たたき上げ
ノルトライン＝ヴェストファーレン州ネーハイム（現アルンスベルクの一部）生まれ。父は農民。宗派はカトリック。ミュンテフェーリングは現在ドイツの国政第一線の政治家の中では、党官僚としての“下からのたたき上げ組”に属し、ズンデルンの国民学校卒業後、職業訓練を受け、その後冶金工場で事務員をしていた。
1966年、ドイツ社会民主党（SPD）に入党。1969年にズンデルン市議会議員、1975年にドイツ連邦議会議員に初当選。その後は社会・労働分野でキャリアを重ね、1992年には当時のヨハネス・ラウNRW州首相の下で州労働・保健・社会相に就任。ミュンテフェーリングの実務能力・調整能力に注目していたラウは当時の党首であったルドルフ・シャーピングの補佐役として連邦事務局長に1995年就任させた。1996年、NRW州議会選挙で初当選。
ラウが1998年の連邦議会選挙を前にSPD内部の世代交代を印象づけるために、NRW州首相・SPD同州支部代表の座を退くとミュンテフェーリングは支部代表にも就くことになる。NRW州はSPD最大の票田であるルール工業地帯の労働者を抱えると同時に約1800万というドイツ16州最大の人口を有し、また1966年から2005年までSPDが州政権を主導し、SPDの心臓といわれた。

### 党の重役・副首相
1998年にミュンテフェーリングは同時に連邦事務局長として連邦議会選挙の選挙対策本部「カンパ」を実質的に指揮する。同年の連邦議会選挙でのSPDの勝利でミュンテフェーリングは選挙の達人としての評価も得ることになる。シュレーダー政権発足時、当初のオスカー・ラフォンテーヌ党首の構想では、連邦議会に復帰したミュンテフェーリングは連邦議会議員団長に就任し、議員団・内閣・党のパイプ役を務めるはずであったが、下からのたたき上げ組であり、ミュンテフェーリングを左派＝ラフォンテーヌ派とみなしていたシュレーダー首相がこの人事をのまず、交通・建設・住宅相に就任することになった。
1999年にラフォンテーヌが政策の対立、権力闘争に敗れ一切の政治上の職務を辞任し、シュレーダー政権のネオ・リベラル（新自由主義）路線が明確になると、同年秋の5州の州議会選ではSPDはいずれも惨敗を喫する。事態収拾のためにシュレーダー党首は幹事長の地位を新設し、政権発足当時は自派とはみなしていなかったミュンテフェーリングを幹事長とする。ミュンテフェーリングの実務能力・調整能力とその後の国政最大野党であるドイツキリスト教民主同盟（CDU）のヤミ献金疑獄の発覚もあり、シュレーダー政権は安定化に成功する。
2002年の連邦議会選挙でシュレーダー政権が辛勝するとミュンテフェーリングは連邦議会議員団長に就任。2003年に発表された社会給付の大幅な切り詰めを主な内容とする労働・社会保障改革案《アゲンダ2010》でシュレーダー首相が不人気に陥ると、2004年シュレーダー首相は党首を辞任し、3月21日の臨時党大会でミュンテフェーリングが党首に就任した。ミュンテフェーリングは《アゲンダ2010》党に飲ませるために尽力する。また、このころから左派ではなく改革派の政治家として評価されるようになる。
しかし、翌年9月の総選挙でSPDは連邦議会第1党の座を失い、シュレーダーは首相を退任。党立て直しのためにミュンテフェーリングが幹事長に推薦したカヨ・ヴァッサーヘーフェルが党幹事会の決選投票で落選し、左派のアンドレア・ナーレスが当選すると、ミュンテフェーリングも11月に党首を辞任した。しかしCDU・SPDの大連立によるアンゲラ・メルケル内閣には連立協定に従って入閣、副首相と労働大臣を務めた。しかし2007年11月13日、家庭の問題（夫人のガン闘病）を理由に副首相と労働相を辞任した。

### 党首復帰

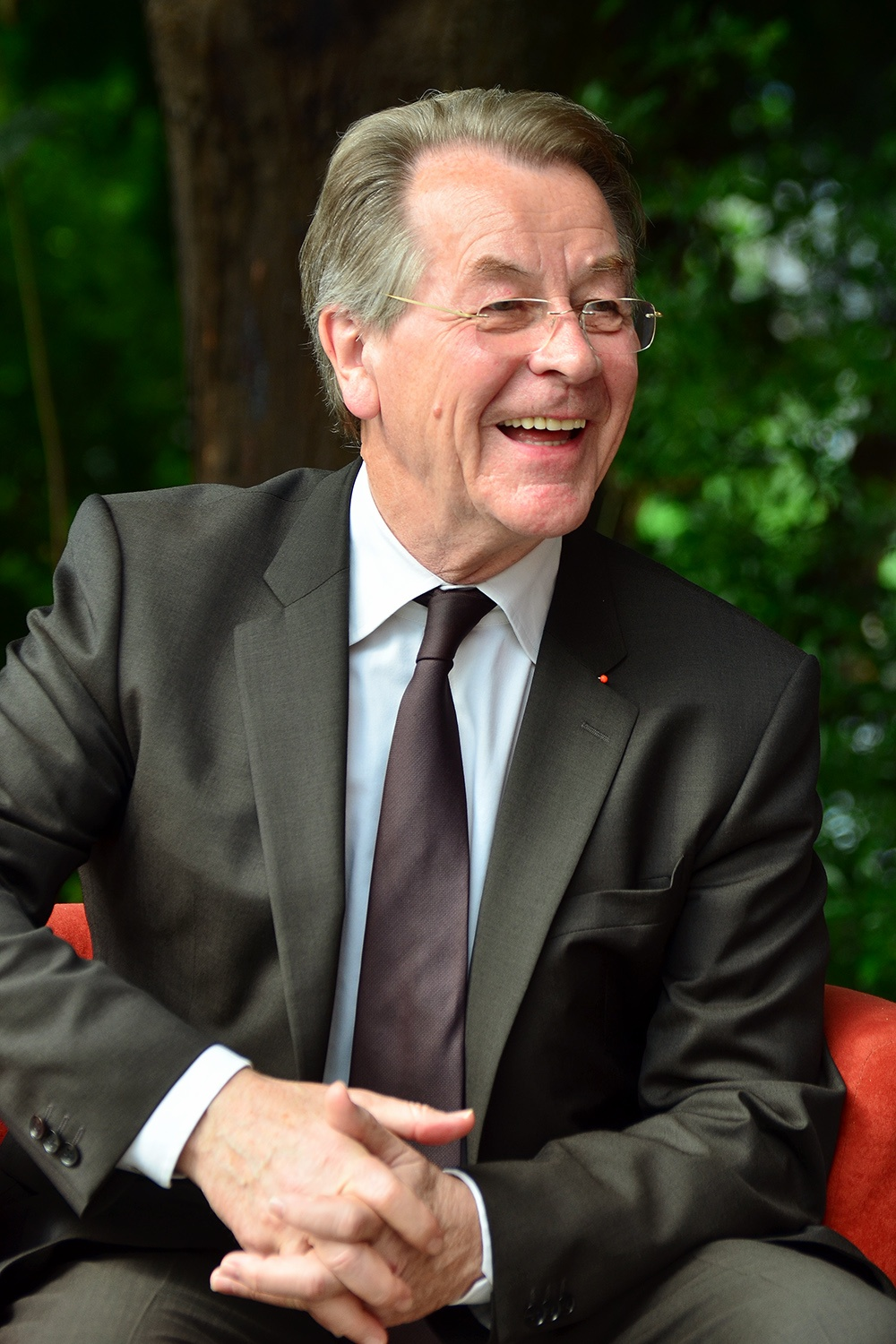
フランツ・ミュンテフェーリング（2013年ベルリンのレストランにて）

2008年8月、夫人の死を見届けた数日後に、総選挙を控えた党を支援すべく政界復帰を発表。クルト・ベック党首の下で支持率低迷を続けていたSPDの救世主と期待されている。同年9月にベック党首が突然辞任したため、10月18日にベルリンで行われた臨時党大会で後任党首に選出された。
しかし2009年ドイツ連邦議会選挙でSPDが歴史的大敗を喫すると、11月に開かれる臨時党大会で党首選に出馬しないことを表明し、党首職を引責辞任した。2013年ドイツ連邦議会選挙には出馬せず、政界を引退した。

## 人物
トレードマークが党のシンボルカラーである赤い色のマフラーであることが象徴するように、ミュンテフェーリングという政治家の特徴として第一に党への忠誠心の篤さが挙げられる。実際、シャーピング、ラフォンテーヌ、シュレーダーという政策的には異なった3代の党首の下で働いており、ミュンテフェーリング自身は最初は左派とされながらも政策的には右派であるシュレーダーが安心して党の要職、ついには党首の座につけることになったのはこの忠誠心があったからである。「党の兵士」、重鎮となってからは「（忠実な）将軍」と揶揄されることもあった。
また左派の党首と右派の首相という二人三脚がラフォンテーヌとシュレーダーでは機能しなかったのに対し、ミュンテフェーリングとシュレーダーでは、それなりに機能していたのはミュンテフェーリング自身が首相に取って代わろうという野心を持っていなかったためである。第二の特徴である実務能力・調整能力の高さは彼の出身に主に由来する。
1992年から1998年までミュンテフェーリングはSPDヴェストファーレン西部地区の代表職もつとめており、地方政治と労働組合にしっかり軸足をおいていた。また演説も凝ったレトリックよりも短く単純な文が多く、庶民や一般党員、労働者層にも分かりやすく、彼らが「俺たちの代表フランツ」「俺たちの仲間の一人フランツ」として接する点にミュンテフェーリングの強みがあったといえる。同じ政策でもシュレーダーが述べた場合と、ミュンテフェーリングが述べた場合で党の温度が変わったのはこの点に由来し、逆に言えばSPD外部の人間にはミュンテフェーリングの魅力はなかなか理解しづらい。
SPD党首時代の2005年4月、投資ファンドの行動を批判して「イナゴのようだ」と比喩し、メディアや政界で議論を呼んだ。

## 家族
最初の結婚で二女をもうけるが離婚、1995年に同じSPDの政治家だったアンケペトラ夫人と再婚した。夫人は闘病生活ののち2008年7月31日に死去した。1969年生まれの下の娘は作家として活躍中。2009年12月、40歳年下のSPD所属の政治家と再婚した。